# Joseph Brisson
Pour les personnes ayant le même patronyme, voir Brisson.
Joseph Brisson est un homme politique français né le 28 mars 1857 à Libourne (Gironde) et décédé le 14 janvier 1942 à Néac (Gironde).
Propriétaire, maire de Néac de 1884 à 1942, il est député de la Gironde de 1902 à 1906, ne s'inscrivant à aucun groupe. 

## Sources
- « Joseph Brisson », dans le Dictionnaire des parlementaires français (1889-1940), sous la direction de Jean Jolly, PUF, 1960 [détail de l’édition]